# Ctenogobius stigmaticus
Ctenogobius stigmaticus és una espècie de peix de la família dels gòbids i de l'ordre dels perciformes.

## Morfologia
- Els mascles poden assolir 8 cm de longitud total.[3][4]

## Depredadors
Als Estats Units és depredat per Anous stolidus i Sterna fuscata.

## Hàbitat
És un peix marí, de clima tropical i demersal.

## Distribució geogràfica
Es troba a l'Atlàntic occidental: des de Carolina del Sud (els Estats Units) i el nord-est del Golf de Mèxic fins al Brasil.

## Observacions
És inofensiu per als humans.